# Бузек, Эрхард
Эрхард Бузек (нем. Erhard Busek; 25 марта 1941[…], Вена — 13 марта 2022, Вена) — австрийский политический деятель, член австрийской народной партии.

## Биография
Получил степень доктора философии и права в 1963 году в Венском университете и начал академическую карьеру. В 1964 году начал работать адвокатом. Вступил в австрийскую Народную партию. Занимал должность вице-канцлера в правительстве Франца Враницкого с 1991 по 1995 год и был председателем австрийской народной партии в тот же период. С 2000 по 2009 год он также занимал различные посты в европейских институтах власти в качестве представителя правительства Австрии.